# ダイアライト
ダイアライト（Dialight ）は、アメリカニュージャージー州に本社を置く産業用LED 製品のメーカー。

## 概要
- 1970年代より産業用LED製品を製造。建築用LED照明器具、信号機、車両用、航空障害灯など幅広い分野の製品を開発・製造。
- アメリカ・ニュージャージー州に本社を構え、ヨーロッパはイギリス・ドイツ、アジアはシンガポールの各支社を拠点に世界各国に展開。生産拠点はアメリカ・イギリス・メキシコの3カ国。

## 沿革
- 1938年  航空機･自動車計器パネル用の製造会社として設立
- 1971年  プリント基板LEDインジゲータを開発・販売
- 1992年  ネットワーク及びテレコミュニケーション用LEDインジゲータ市場を確立
- 1993年 ロンドン証券取引所に上場（LSE DIA）
- 1995年  米国初AllGap LED信号機を発売
- 1996年  交通産業において多種のLED信号機や標識灯を発売
- 1997年  米国初ハイフラックスLED信号機を開発し、使用LED数の大幅な減少と信頼性の強化を実現
- 2000年 連邦航空局認定初のLED信号装置サプライヤーとなる
- 2001年 航空障害灯(L810･L864)が 連邦航空局により認定
- 2004年 航空障害灯 (L810)がETL Class1 Division2工業認証を取得
- 2007年  連邦航空局認定初の2色LED障害ビーコン(白色の明度20,000カンデラ以上)を発表
- 2008年  危険場所で使用できる防爆認定白色LED投光器を発表し、世界初 掘削リグにて使用される

## 日本での販売
- 施設・屋外照明の販売はDialight Japan K.K.(ダイアライトジャパン株式会社)、その他LEDパーツをJEPICO(株式会社ジェピコ)が行う。